# إمارة جبل لبنان
إمارة جبل لبنان هو الاسم الذي أطلقه المؤرخون على جبل لبنان خلال العقد الثاني من القرن السابع عشر، في عهد تاسع سلاطين الدولة العثمانية؛ السلطان الغازي سليم الأول القاطع. وكانوا قد أطلقوا عليه أسماء متعددة غيره: إمارة الشوف، إمارة جبل الدروز، وإمارة معان. تأسَّست الإِِمارة في عام 1516، على يد الأمير فخر الدين المعني الأول، وكان قد اتخذ بعقلين عاصمةً لحُكمِه، ومَقرًّا لِسَكَنِه، إلا أن شح المياه فيها جعله ينتقل منها؛ لِيختار الإقامة في دير القمر. وظلت ديرُ القمرِ عاصمةً للحُكم إلى أن صَعِد بشير الثاني الشهابي على العرش؛ ليجعل بيت الدين قاعدة لإمارته.

## الجغرافيا والسكان

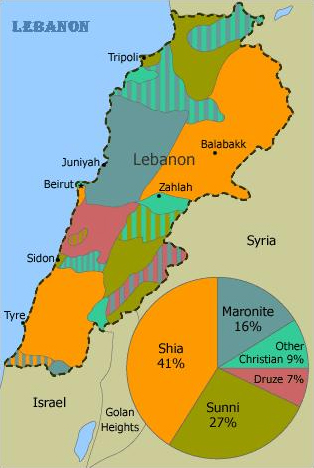
تقرير عن التوزيع الديني في لبنان عام 1991

### الموارنة

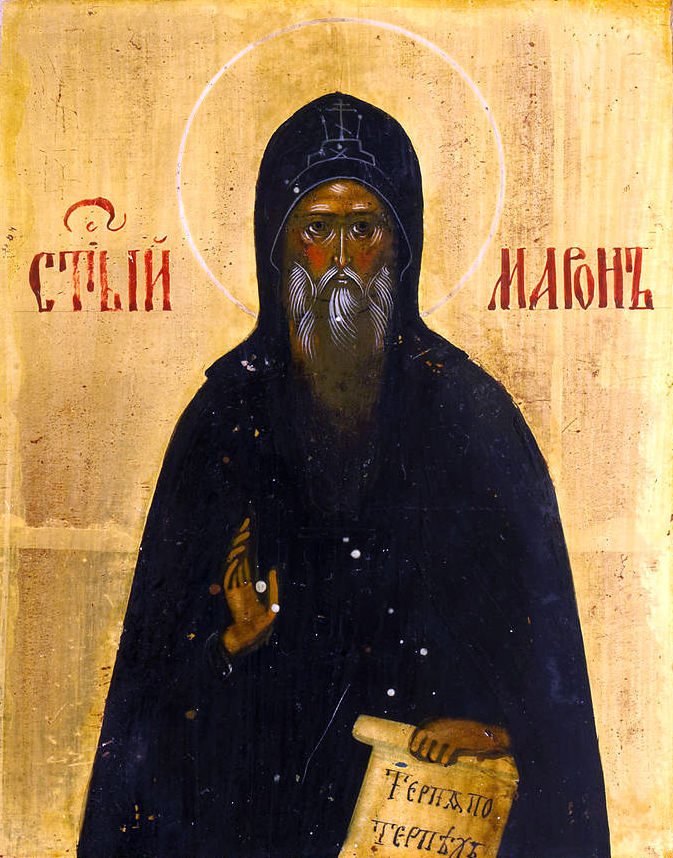
أيقونة روسيّة للقديس مارون.

طائفة الموارنة هي طائفة مسيحية تمثل حوالي 22% من مجموع سكان لبنان المنقسمين إلى عدة طوائف. وقد كانت أكبر طوائف لبنان من حيث العدد، إلا أن أعدادها تراجعت بسبب الهجرة. وتعود جذور الموارنة إلى النصارى الكاثوليك الشرقيين؛ تنتسب إلى القديس مارون، الذي أظهر معتقدا سنة 667 م يقول بأن للمسيح عيسى بن مريم مشيئة واحدة وطبيعتان (طبيعة إلهية وأخرى بشرية)؛ تلتقيان في أقنوم واحد. وتعتبر قرية بكركي المرجعية الدينية للموارنة. ويأتي على رأسها البطريرك الكاردينال نصر الله بطرس صفير.

## التأسيس

### الإمارة المعنية
ينتسب المعنيون إلى الأمير معن بن أيوب  . جاؤوا أول أمرهم إلى الفرات ثم تركوها إلى حلب ومنها إلى لبنان . نزلوا البقاع أولا ثم المناطق المشرفة على الساحل بين أبناء عمومتهم من آل تنوخ عام 1120. و استوطنوا مناطق جبل لبنان الجنوبية في نفس العام بأمر من حاكم دمشق للتصدي للغزوات الصليبية. وخلال حكم الفاطميين تحولوا إلى المعتقد الدرزي. وفي معركة مرج دابق (1516م)، ساند فخر الدين المعني بن قرقماز السلطان سليم الأول العثماني في معركته ضد المماليك مما اكسبه حُظوة لديهم وبالتالي حصل على نوع من الاستقلال الجزئي. وتوارث المعنيون حكم لبنان فلقبوا بالامراء حتى عهد الأمير فخر الدين المعني الثاني، الملقب بسلطان البر (1570-1635م) الذي أسس امارة متطورة وحاول الاستقلال عن العثمانيين بمساعدة الاوربيين ويعتبر أول من حاول إنشاء قومية لبنانية دون اعتبار لدين أو طائفة. انتهت الإمارة المعنية بوفاة آخر أمرائهم أحمد بن ملحم عن غير عقب، فانتقل الأمر إلى الشهابيين بعد استشارة الحكومة العثمانية للأمير حسين بن فخر الدين الثاني، وفق رواية.

### الإمارة الشهابية

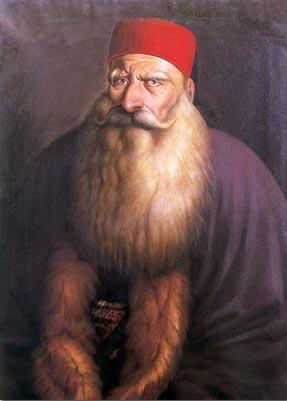
الأمير بشير الثاني الشهابي، آخر الأمراء الشهابيين على جبل لبنان.